# Хуан Имхоф
Хуан Имхоф (енгл. Juan Imhoff; 11. мај 1988) професионални је рагбиста и репрезентативац Аргентине, који тренутно игра за француски клуб Расинг 92. Висок 185 цм, тежак 90 кг, најчешће игра на крилу, а повремено као аријер. За репрезентацију Аргентине је дебитовао против Чилеа 2009. Дао је 2 есеја на светском првенству 2011. Постигао је и 3 есеја у првој историјској победи аргентиске репрезентације над "спрингбоксима". За репрезентацију Аргентине одиграо је до сада 31 тест меч и постигао 70 поена.